# 봄 (보티첼리)
봄 또는 프리마베라(이탈리아어: Primavera)는 15세기 르네상스 시대 화가인 산드로 보티첼리의 대표적인 그림 가운데 하나로 이탈리아 피렌체의 우피치 미술관에 전시되어 있다. 고대 로마의 시인 오비디우스와 루크레티우스 등의 작품을 바탕으로 제작되었다.
1482년경 보티첼리가 로렌초 디 피에르프란세스코 데 메디치의 카스텔로 별장을 장식하기 위해 그린 것으로 추정된다. 섬세하고 매끄러운 선과 가벼운 느낌의 옷, 여리고 서정적인 선율과 같이 보티첼리의 독특한 스타일을 표현하고 있다.
그림 중앙에는 베누스와 큐피드가 그려져 있고 오른쪽에는 제피로스와 플로라가 그려져 있다. 왼쪽에는 케뤼케이온을 든 메르쿠리우스가 그려져 있고 그 사이로 플로라와 카리테스가 그려져 있다.